# El cachondismo cósmico y las brasas del amor
El cachondismo cósmico y las brasas del amor (título original en inglés: ...And That's When it Fell Off in my Hand; en Estados Unidos Away Laughing on a Fast Camel) es el quinto libro de la serie de Los diarios de Georgia Nicolson, escrito por la autora británica Louise Rennison. El libro se publicó en febrero de 2005 en España.

## Argumento
Robbie se marcha a Nueva Zelanda, y desde entonces, Georgia considera que su vida es un desastre. Mientras él parece adquirir mayor interés por las ovejas de "Kiwilandia", la chica sufre algunas calamidades: le sale un grano en la mejilla, su padre compra un coche de tres ruedas, su mejor amiga no tiene tiempo para ella por estar con el novio, y Dave el Risas sale con otra chica. Todo ello hasta que Masimo, un italiano miembro de los Dylans Salvajes, aparece, haciendo que Georgia desee conquistarlo.